# 布赫霍尔茨 (梅克伦堡-前波美拉尼亚州)
布赫霍尔茨（德語：Buchholz）是德国梅克伦堡-前波美拉尼亚州的市镇，隶属于梅克伦堡湖区县，总面积为15.17平方千米，截至2020年总人口为142人。